# Viver
Viver, también conocida como Viver de las Aguas, es una villa de la Comunidad Valenciana, España. Pertenece a la provincia de Castellón, en la comarca del Alto Palancia. Está situada al suroeste de la provincia de Castellón, en el valle que une la Comunidad Valenciana con Aragón. Cuenta con una población de 1680 habitantes (INE 2024). Se trata de un municipio castellanohablante, en el que el castellano cuenta con el predominio lingüístico reconocido legalmente.
Su término municipal abarca 50 km² y recibe el nombre de Viver de las Aguas por las más de cincuenta fuentes que se reparten a lo largo de su geografía

## Geografía
La villa de Viver está localizada al noroeste de la comarca del Alto Palancia, a 562 m sobre el nivel del mar, y dentro de la provincia de Castellón, a 70 kilómetros de la capital provincial. El término municipal está atravesado por la autovía Mudéjar (A-23) y por la carretera nacional N-234, entre los pK 45 y 50, además de por carreteras locales que permiten la comunicación entre las pedanías y con los municipios vecinos de Benafer, Torás y Teresa.
El relieve del municipio está definido por el estrecho valle del río Palancia y las montañas que lo circundan, pertenecientes a las primeras estribaciones de la sierra de Espina por el norte. El cauce del río Palancia desciende desde Teresa hacia Jérica, pero no pasa por el pueblo. La altitud oscila entre los 1080 m al norte, en límite con Barracas (pico Ragudo) y los 490 m a orillas del río Palancia.
El municipio de Viver se sitúa en la zona intermedia que pasa del benigno clima mediterráneo al más riguroso del interior turolense. Por ello cuenta con una gran variedad paisajística, desde el bosque mediterráneo hasta los campos de trigo del altiplano, pasando por el monte bajo de aliagas o coscojos y las zonas fértiles regadas con las aguas de sus caudalosos manantiales.
| Noroeste: Barracas        | Norte: Pina de Montalgrao y Benafer | Noreste: Benafer |
| Oeste: Torás              |                                     | Este: Jérica     |
| Suroeste: Teresa y Jérica | Sur: Jérica                         | Sureste: Jérica  |

### Barrios y pedanías
En el término municipal de Viver se encuentran los siguientes núcleos de población:
- Viver.
- Aldea de Herragudo
- Masada del Sordo.
- Masías de Parrela.
- Masadas Blancas.
- Masías del Cristo.
- Masías del Río.

## Historia
En torno a 1237-1239 fue conquistada a los árabes por el rey Jaime I de Aragón quien, el 24 de abril de 1244, concedió a la población el título de Real Villa. Más de un siglo después, el 12 de abril de 1367, le es otorgada la Carta Puebla por Juan Alonso, señor de Jérica, donde se la declara población independiente.
Posteriormente, esta villa es heredada, devuelta al Rey y finalmente vendida a Fernando de Aragón, duque de Calabria, virrey de Valencia y tercer marido de Germana de Foix, en 1537. El 26 de octubre de 1550 muere el duque, quien había legado sus bienes al monasterio de San Miguel de los Reyes en Valencia, fundado por él, por lo que los religiosos de este monasterio tomaron posesión de Viver hasta la desamortización de principios del siglo XIX.
Durante la guerra civil española formó parte en 1938 de la Línea XYZ que defendió y detuvo el avance desde Teruel de las tropas nacionales sobre Valencia, y sufrió graves deterioros en su patrimonio. En 1945 se inaugura la restaurada iglesia parroquial y las viviendas reconstruidas por Regiones Devastadas.
Obras históricas
Cavanilles escribió en su obra sobre Viver. Según Cavanilles Viver tiene un clima suave, situado entre lomas y cerros de tierra tosca. Viver está a media hora de Jérica, Benafer a tres cuartos de hora y Caudiel a una hora. Viver tiene más de 50 fuentes, debido al río todos los cultivos tenían riego y por eso aumentaron los olivos, cerezos y manzanos. Sus calles son angostas, empinadas y los edificios tienen una mala calidad.
Hay un ayuntamiento, una escuela y sobre todo gran cantidad de campos. Los labradores también trabajan haciendo las carreteras, solían plantar trigo, maíz y también muchas viñas. Otras actividades son fábricas de vino, la cebada y la seda. En Viver había 500 vecinos y 400 familias, además es uno de los pueblos con más fuentes de agua cristalina y saludable. En algunos momentos se produjo entre agricultores y ganaderos porque el ganado pastaba por las tierras sembradas.
A mediados del siglo XIX, Pascual Madoz escribió en su obra Diccionario geográfico-estadístico-histórico de España y sus posesiones de Ultramar, en el que hablaba sobre esta población. En su obra, Madoz explica que la situación de Viver, se encuentra en el lado izquierdo del Río Palancia, en un valle rodeado de montañas excepto por el Este. El clima es templado y saludable, en cuanto a terreno, es llano, fértil y de secano, que es regado por las abundantes fuentes esparcidas por el pueblo.
Según este autor, las fortificaciones se componían de una muralla provisional, puertas de entrada y algunas torres, además en el interior, había sobre quinientas casas con una distribución interior, que contaban con cuatro plazas regulares. Los servicios se componían de un hospital, dos escuelas de párvulos, cárceles y la iglesia parroquial. Además, contaba también con una casa Señorial y una carnicería.
La iglesia estaba servida por un cura párroco de provisión real. En cuanto a la construcción de la torre o campanario, era bastante sólida, formada por piedra negra labrada; cuyas paredes tenían de nueve a diez palmos de anchura y una altura de unos cuarenta metros, por lo que fue marcada por los ingenieros del ejército como otro de los puntos para la defensa del país. Hay tres ermitas: San Miguel Arcángel, San Roque y la Sangre del Salvador.
Según Madoz, a mitad del siglo XIX, el término de Viver colindaba por el norte con Caudiel y Benafer; por el este Jérica; por el sur Altura; y por el oeste Bejís y El Toro. En su radio se encuentran sobre 30 masías, 6 posadas, los montes de San Roque, Santa Cruz y La Muela. El terreno es llano y montuoso, participa de secano y huerta, y regada por abundantes fuentes que hay esparcidas por diferentes puntos de la localidad.

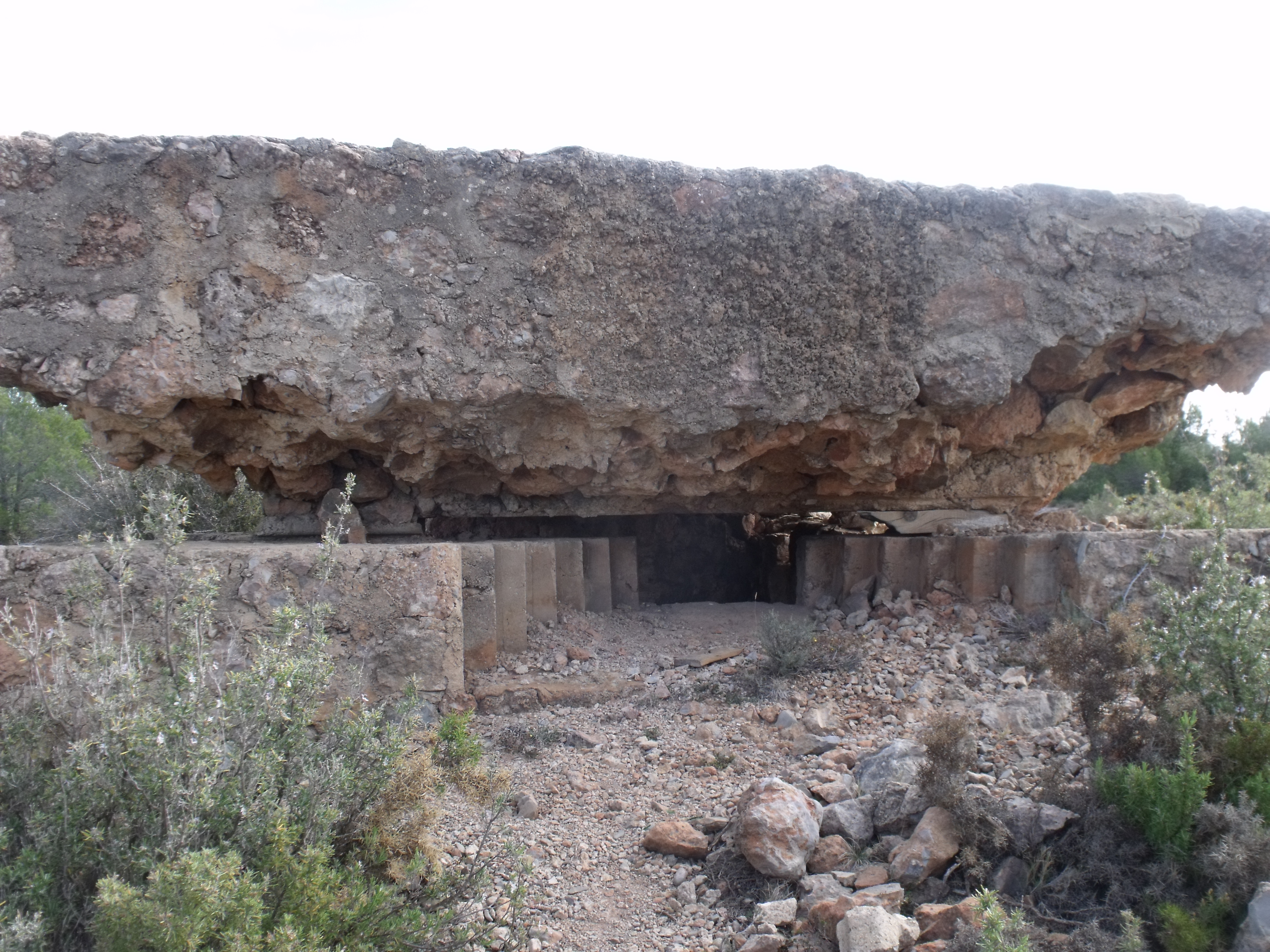
Búnker oriental de Masadas Blancas.

La agricultura principal según Madoz es el trigo, cebada, avena, maíz, vino, aceite, patatas, habichuelas, higos, uvas y algunas otras frutas. La ganadería principal era la caza de conejos, liebres y perdices, y una abundante pesca. Otras actividades económicas eran el aceite, el aguardiente ya que había 4 fábricas, la harina con sus molinos, el carbón y el hierro.
Según los datos de Madoz, el pueblo contaba con 553 vecinos (familias) y 2087 almas (habitantes). Madoz decía que el Presupuesto municipal ordinario asciende a 13 467 reales a mitad del siglo XIX, y se cubría con varios arriendos de posada, tiendas, tabernas, panaderías e impuestos del cántaro de medir caldos, y barchillas para el trigo.
Otros datos de interés son que era un pueblo con ayuntamiento y administración subalterna de correos, audiencia territorial y ciudad de Valencia. Respecto a la cultura religiosa había tres ermitas: la de San Miguel Arcángel, la de San Roque y la de Sangre del Salvador, en la cual se hallan algunas estatuas de mérito.
En el tema de las fuentes, destaca la de la Asunción, situada en la plaza de la Constitución y que consta de caños de agua abundante y muy fresca.
La impresión del pueblo de Madoz era que el pueblo era muy recomendable y bastante bonito para habitar en él.
HIMNO

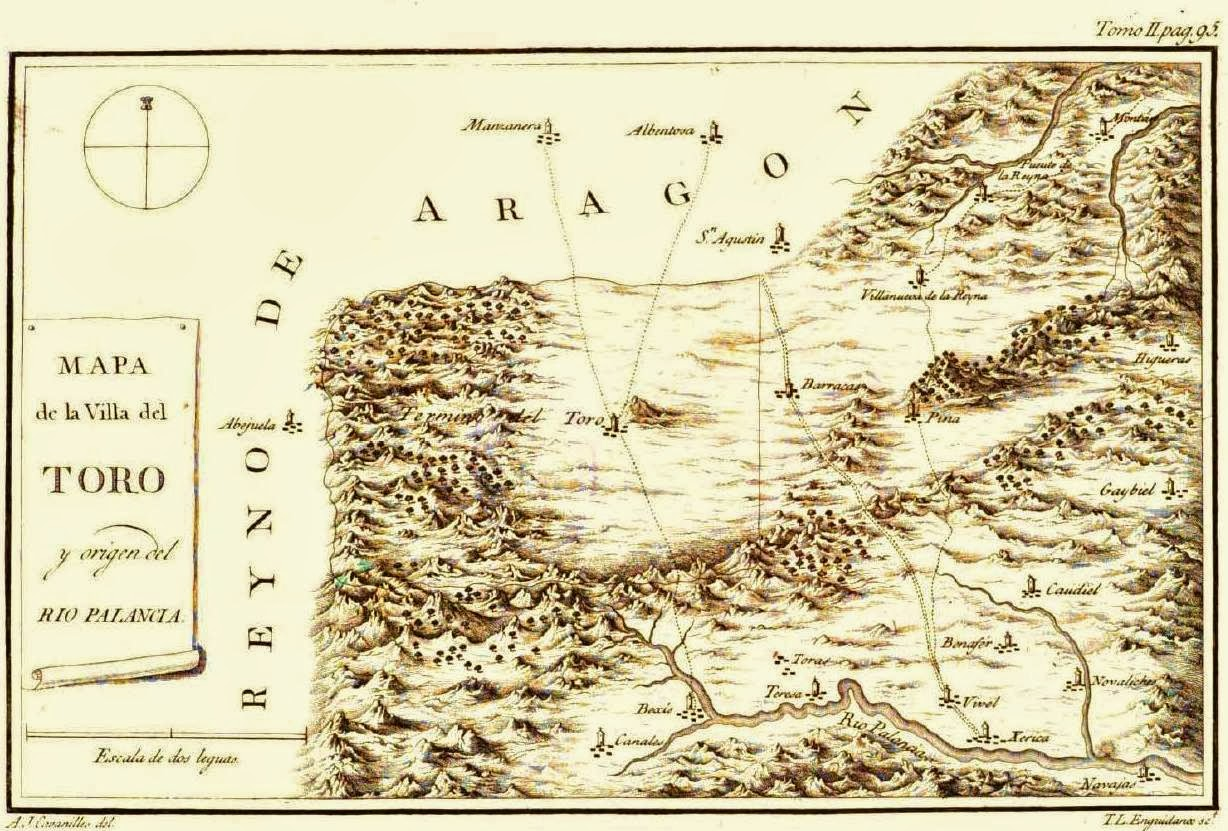
Mapa del Alto Palancia en las Observaciones de Cavanilles

Es mi tierra Edén entre montañas, es mi pueblo un remanso de paz...
Tiene fe, por ser hijo de España, y generoso por tener fe.
Años ha...que admiran tu hidalguía,
Años ha...que disfrutan tu paz.
Porque sabes ser, por tu corazón, como a una madre que a todos da su amor.
Es mi tierra...,
es mi tierra...,
muy briosa
y generosa
por doquier.
Desde San Miguel al Santo,
cuando cruzas por Vivér...,
con sus callejas y fuentes
se hacen sentir Vivér.
Que tiene encantos mi pueblo
que otros quisieran tener...
Tu alegría y tu belleza
serán tu grandeza,
pueblo de Vivér.
Por tu fina simpatía
y por tu alegría,
pueblo de Vivér.
Repetir todo.
Final
Que viva siempre
nuestro Vivér...

## Demografía
Viver cuenta con una población de 1680 habitantes (INE 2024).
| Gráfica de evolución demográfica de Viver entre 1842 y 2021                                                         |
| |
| Población de derecho según los censos de población del INE Población de hecho según los censos de población del INE |

## Economía
Tradicionalmente, la economía viverense se ha basado fundamentalmente en el sector primario, la agricultura, destacando la vid, aunque a consecuencia de la plaga de filoxera de finales del siglo XIX pasó a cobrar más importancia el almendro y el olivo. Es destacable la producción de aceite de oliva de gran calidad. Además últimamente está cobrando mayor auge el turismo rural gracias a la construcción de diversas casas rurales.

## Administración y política
En las pasadas elecciones del 26 de mayo de 2019 el ayuntamiento quedó formado por 6 concejales del PSOE y 3 concejales del PP. María Nieves Simón se convirtió entonces en la primera alcaldesa en la historia de Viver y en la 12 en la historia de los 27 pueblos que conforman la comarca del Alto Palancia.
| Periodo   | Nombre                      | Partido   |
| --------- | --------------------------- | --------- |
| 1979-1983 | Francisco Martín Romero     | UCD       |
| 1983-1987 | Manuel Juesas Moliner       | PSPV-PSOE |
| 1987-1991 | Alejandro Sirvent Cabañés   | PSPV-PSOE |
| 1991-1995 | Miguel Mañes Bertolín       | PSPV-PSOE |
| 1995-1999 | Salvador Hernández Chulvi   | PSPV-PSOE |
| 1999-2003 | Ismael Zarzoso Pradas       | PP        |
| 2003-2007 | Francisco Campos Gallur     | PSPV-PSOE |
| 2007-2011 | Francisco Campos Gallur     | PSPV-PSOE |
| 2011-2015 | Patricio Manuel Gómez Gómez | PSPV-PSOE |
| 2015-2019 | Vicente Martín Andreu       | PP        |
| 2019-2023 | María Nieves Simón Campos   | PSPV-PSOE |
| 2023-act. | Vicente Ferrer Ripollés     | PSPV-PSOE |

## Patrimonio

### Religioso
- Torre campanario. Se construyó siguiendo el estilo barroco en 1608. Mide 25 m de altura y su planta es cuadrada con aristas de sillería. En su parte superior se sitúa un templete octogonal que ha sido restaurado recientemente. Sus paredes se hallan decoradas con diversas lápidas romanas encontradas en el término municipal y una escrita en 1608 por Francisco Diago en la que se dan detalles sobre su construcción.
- Iglesia parroquial de la Virgen de Gracia y San Miguel Arcángel. Adosada a la torre-campanario, está dedicada a los patronos de la villa. Cuenta con una nave central con crucero y contrafuertes. El interior es de estilo renacentista corintio, y cuenta con diversos frescos del pintor local Rafael Posades. Ha sufrido diversas reformas, la última de ellas en 1946, para paliar los daños efectuados durante la guerra civil española
- Iglesia parroquial de San Francisco de Paula.
- Ermita de Santa Bárbara
- Ermita de San Roque. Se encuentra en la cima del monte del mismo nombre y desde ella se divisa la población.

### Civil
- Torre de Viver. De origen árabe, situada en la partida de la Torre. Es una torre de mampostería con cuerpo cilíndrico que formaba parte del sistema defensivo del castillo de Jérica. Se encuentra en estado de ruina.
- Torre Herragudo. De origen romano, se encuentra en las cuestas de Herragudo, en la transición entre el valle del río y el altiplano de Barracas.
- Torre íbera de Ragudo. Situada también en las cuestas de Herragudo, posee basamentos íberos aunque su construcción presenta elementos musulmanes. Es de planta rectangular y se conserva hasta una altura de unos 3 m.

## Cultura

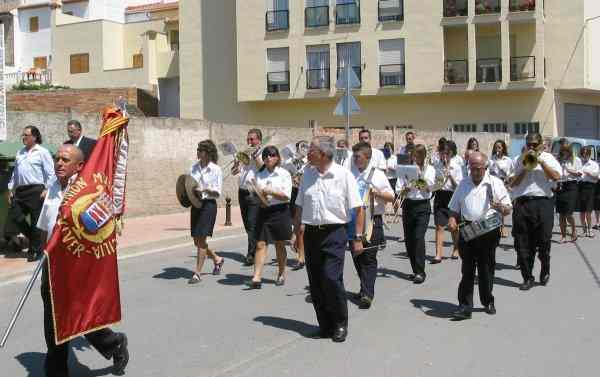
Banda de Música de Viver

Viver posee la banda de música (Unión Musical Santa Cecilia de Viver), con unos sesenta músicos de todas las edades. Antes de eso, los jóvenes músicos se preparan en la escuela de música y en la Banda Juvenil.
Cabe recordar a la Asociación Cultural El Almendro, que organiza excursiones, exposiciones de arte y de cine, y a la que pertenece Grupo de Jotas y Rondalla de Viver'. También existe la Asociación Taurina.
Además, también es destacable el Grupo de Bolilleras, que imparte clases a los más pequeños.

## Deportes
Viver cuenta con un equipo de fútbol, el Club Deportivo Viver, que milita en la categoría 3.ª FFCV de la Comunidad Valenciana. El Club - que en la actualidad está en proceso de crecimiento - ha tenido altibajos a lo largo de sus más de 50 años de existencia, alternando incluso algún periodo de inactividad. No obstante - pese a estos momentos - siempre ha podido más el amor del pueblo hacia un club que, pertinaz, renace,haciendo honor al lema que acompaña a los del Sargal: "Siempre Viver".
Durante la temporada 12/13 se celebrará el 50 aniversario del estadio en el que juega sus partidos como local, el campo municipal de deportes Enrique Villalonga. Recientemente cuenta con página web donde seguir sus evoluciones (www.cdviver.es)

## Fiestas
- Cabalgata de Reyes. Se celebra el 5 de enero. Los Reyes Magos vienen en carrozas y se realiza una cabalgata por el lugar de costumbre. Al terminar la cabalgata se reparte un obsequio para todos los niños asistentes en el salón de actos de la Casa de la Cultura.
- San Antón. Se celebra el sábado y domingo siguientes al 17 de enero. El sábado se realizan carreras de caballos en el Paraje Natural de la Floresta y por la noche hay verbena, normalmente en la Casa de la Cultura. El domingo por la mañana se celebra una misa en honor de san Antón, se bendice a los animales en la plaza Mayor y se reparte un rollo de San Antón a todos los asistentes; por la tarde se realizan juegos populares en la plaza Vieja.
- Carnavales. Se celebra la última semana de febrero. Todas las personas disfrazadas realizan un desfile por las calles del pueblo y después actúa una orquesta o se monta una discomóvil, a la que todas las personas disfrazadas tienen la entrada gratuita.
- Fallas. Se celebran el siguiente jueves, viernes y sábado al 19 de marzo, si bien en los primeros años de la década del 2010 han dejado de realizarse debido a la crisis económica.
- San Francisco de Paula. Estas fiestas tienen lugar el viernes y domingo de la segunda semana de Pascua, en la que se quema la hoguera del Santo, se celebran misas y procesiones en honor de san Francisco y se reparte el tradicional Arroz del Santo bendecido por el cura del pueblo. Este arroz se reparte desde hace cuatrocientos años, cuando los monjes del convento de San Francisco de Paula celebraban estas fiestas.
- Fiesta del Aceite. Se suele celebrar en junio, en el parque de La Floresta. A esta feria acuden más de cincuenta expositores, entre los cuales hay comercios del pueblo y asociaciones culturales del pueblo. Esta feria está organizada por el Exmo. Ayuntamiento y por la Cooperativa Oleícola de Viver, aunque también cuenta con otros patrocinadores.
- Las fiestas de Agosto Se celebran durante el mes de agosto. La primera semana se presentan las reinas de las fiestas y su corte de honor. La noche del 15 de agosto se celebra San Roque; en ella que se realiza a las 00.00 una verbena y la gente suele pasar la noche sin dormir. A las siete de la mañana, en la plaza de la iglesia, se reparten cañas y pañuelos y la gente sube en romería hasta la ermita de San Roque, donde se realiza una misa en honor al santo. Al finalizar se reparte un rollo bendecido. La penúltima semana de agosto se celebra una semana taurina.
- Las fiestas patronales se celebran entre septiembre y octubre en honor de san Miguel Arcángel y la Virgen de Gracia.

### Himno a San Francisco de Paula
Te elevaste magnífico a las cumbres
de la gloria y de virtud,
las pías muchedumbres
buscan tu paternal solicitud.
Tu eres el Patriarca dulce y Santo,
que no cesa de amar e interceder
bajo la égida de tu nuevo manto
late de amor, late de amor VIVER.
Te elevaste...
Amado Santo, luz de tus hijos,
de su alma encanto
bajo tu manto de amor prolijo
quieren vivir, bajo tu manto quieren vivir.
Escucha tierno sus oraciones
sus oraciones, son su sentir
y haz que te quiera en dulce calma
y salva, salva, salva sus almas...
cuando se mueran.
Te elevaste...

## Lugares de interés

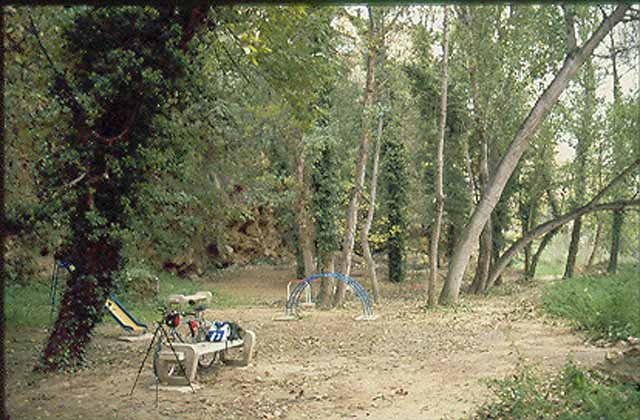
Vista de La Floresta

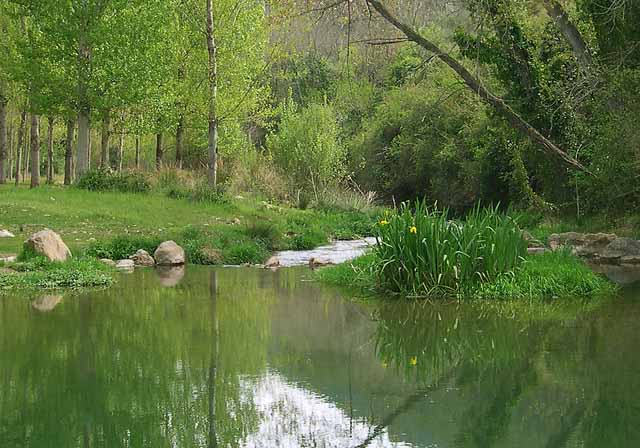
Paraje del Sargal

- Bosque de Monleón. Por él discurre el sendero de gran recorrido GR7 que cruza la Península desde Andorra hasta Andalucía y pasa por la pedanía viverense de Ragudo. Es el típico bosque de pino mediterráneo.
- Peñas Rubias. El paraje alberga el camping municipal. Además se puede contemplar una pequeña cascada en el río. En la parte alta cuenta con un circuito de moto-cross, un campo de tiro y está proyectada la construcción de un aeródromo comarcal.
- Fuente de San Miguel. Es el manantial más importante de todo el término municipal, con un caudal de 200 L/s
- Fuente de Herragudo. Situada en la pedanía o Aldea de Herragudo en la parte de Masadas Blancas junto la antigua estación de tren es, de todo el término, el manantial que nace a mayor cota.
- Parque de la Floresta. Parque natural de 4 ha de extensión, se sitúa en el cauce del barranco Hurón, que atraviesa la población. Las paredes del barranco, cubiertas de helechos y estalactitas, las casas colgantes, construidas sobre ellas, la variada y frondosa vegetación y sus cascadas y saltos de agua, hacen de este lugar un insólito, sobrecogedor y bellísimo paraje.
- Paraje del Sargal. Situado en la margen izquierda del río Palancia e incrustado en su valle, se halla este magnífico paraje, rodeado de montañas.
- Fuente la Chana. El paraje de la Chana se encuentra en el término de Viver, a unos 6 km de la población, cerca del desvío hacia Toras y Bejís y por la misma carretera que va a Teresa.

El origen de su nombre es de época romana. Se encontró muy cerca de allí una inscripción de simbolismo religioso, por lo que se le atribuye a la Chana. Las chanas, son en la mitología hispánica,una especie de hadas que habitan en las fuentes y ríos, que solían estar asociadas a leyendas populares.
Desde siempre se han atribuido a las aguas del nacimiento de la Chana, como a otras muchas de Viver, propiedades curativas y beneficiosas para la salud, por lo que a pesar del cartel de "agua no potable" (porque es agua no tratada), muchos coches y furgonetas se acercan a llenar garrafas de agua de esta fuente.

## Personas notables nacidas en la localidad
- Rafael Posades, pintor.
- Historiador Diago: Francisco Diago nació en Viver en 1562. Obtuvo el doctorado y la cátedra en Teología. Llevó a cabo diferentes estudios de carácter histórico que dieron lugar a un número importante de publicaciones, entre las que cabe destacar las siguientes: Historia de la vida y milagros, muerte y discípulos de San Vicente Ferrer (1600); Historias de los victoriosísimos, antiguos Condes de Barcelona (1603); Anales del Reyno de Valencia (1613). Muere el 23 de mayo de 1615 a la edad de 53 años, habiendo sido nombrado por Felipe III, un año antes, cronista mayor de la Corona de Aragón.
- Jesús Díaz Fornas, abogado y político del PSOE Gallego. Fue alcalde de Noya, durante 1979-1987. Fue diputado en el Congreso de los Diputados por la provincia de La Coruña, en la III, IV y V legislatura (1986-1996).

## Personas notables relacionadas con la localidad
- Max Aub (1903-1972): Escritor hispano americano. Pasó varios veranos en Viver, en esta etapa escribió su libro  "Viver de las Aguas", editado por el Ayuntamiento de Viver y la Fundación Max Aub.
- Marco Porcio Catón (Tusculum 234 a. C. 149 a. C.), Aunque posiblemente nunca visitara Viver podemos deducir que su origen como población fue producto de su mandato como procónsul de la Hispania Citerior, cuando se propició la creación de múltiples villas rústicas en las tierras conquistadas, tras unos inicios como establecimiento militar fronterizo. Fue el primer escritor en prosa latina de importancia, y entre sus obras destaca De Agri Cultura, colección de libros que recopila normas y reglas para la gestión de granjas.
- Fernando de Aragón, duque de Calabria (1498-1550), tercer marido de la Reina Germana de Foix y Virrey de Valencia. Su relación con Viver tiene que ver con las bondades saludables del lugar, frecuentó la Villa huyendo de las grandes epidémias de peste que asolaron Valencia (y toda Europa) en la época, fue vecino del lugar durante dilatados períodos de tiempo.
- Juan de Juesa (1498-1560): cirujano, natural de Valencia y vecino de Viver, asesor y albacea del duque de Calabria, abogó para que la ubicación del monumento que sería la tumba de la Reina Germana de Foix se ubicara en Viver... "siendo tan a propósito Viver, y los Lugares de El Toro, Caudiel, y Novaliches". El proyecto, por decisión de la Reina Germana se ubicó finalmente en medio de la huerta valenciana dando origen al actual Monasterio de San Miguel de los Reyes.

## Accesos
La mejor manera de llegar a la localidad es a través de la autovía A-23, también conocida como Autovía Mudéjar que une Sagunto y Somport. Salida 42 (Viver, Caudiel, Jérica) y la salida 47 (Viver Norte), que pasa por la localidad. También existe un apeadero de la línea de cercanías C-5 Valencia-Caudiel